# Carpați (țigări)
Pentru alte sensuri ale numelui, a se vedea Carpați (dezambiguizare) 

Sigla Carpați
de pe pachetele de țigări

Carpați a fost o marcă de țigări din România, produsă inițial de Fabrica de Țigarete din Sfântu-Gheorghe începând din 1931. Activitatea fabricii de țigarete a fost întreruptă în martie 2010.
Ulterior, după cel de-al doilea război mondial, și Fabrica de Țigarete din Timișoara a devenit producător al țigărilor Carpați.
Țigările Carpați au fost produse în ambele variante, cu și fără filtru. 